# أخاديد وتراسيم

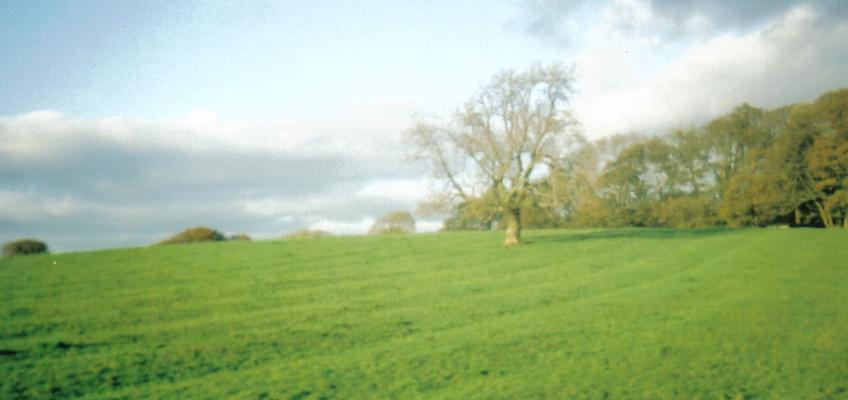
علامات الأخاديد والتراسيم في حقل في بوشانس في مزرعة في ويستر كيتوشسايد بالقرب من جلاسجو

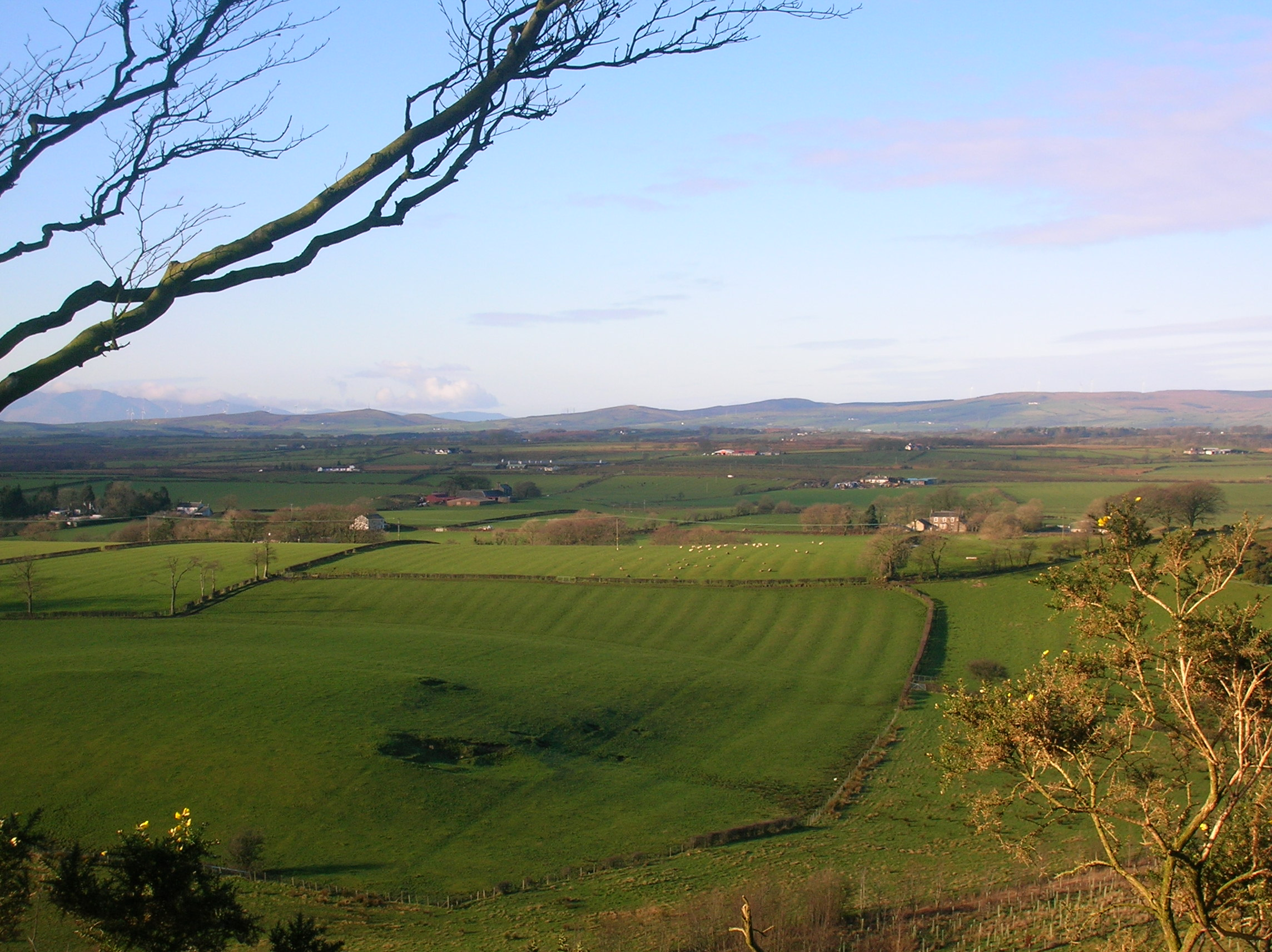
علامات "أخاديد وتراسيم" واضحة في حقل بالقرب من قلعة آيكت في إيست آيرشاير

الأخاديد والتراسيم كانت نوعًا من أنواع الزراعة التي مورست في المناطق المرتفعة في الجزر البريطانية التي تختلف عن القمم والتراسيم، حيث يبدو أنها نجمت عن الحفر باستخدام الجاروف وليس باستخدام المحراث.[بحاجة لمصدر]
وقد ساعد هذا الأسلوب على تحسين الصرف من خلال عمل مناطق مرتفعة وأخاديد في المناطق المزروعة لنقل المياه. وقد جعل نظام الحقول المفتوحة في العصور الوسطى الأخاديد طويلة ورفيعة.
وقد تم تطبيق هذا النظام أثناء فترات العصور الوسطى وما بعد العصور الوسطى، خصوصًا في اسكتلندا حيث استمرت أمثلة على المناظر المموجة للأخاديد والتراسيم المرتفعة والعميقة في بعض المناطق حتى اليوم.